# Erebinae
Sous-famille
Synonymes
- Catocalinae Boisduval, 1829

Les Erebinae sont une sous-famille de lépidoptères (papillons) de la famille des Erebidae. Très diversifiée, elle comprend environ 10 000 espèces. Elle est présente sur tous les continents sauf l'Antarctique, et sa diversité est maximale dans les régions tropicales.

## Systématique
Avant les années 2010, la plupart des Erebinae actuels étaient classés dans l'ancienne sous-famille des Catocalinae dans la famille des Noctuidae. Des études de phylogénétique moléculaire ont ensuite conduit à les transférer dans la nouvelle famille des Erebidae. La définition actuelle de la sous-famille des Erebinae découle des travaux de Zahiri et al. publiés en 2012. 

## Liste des tribus
Cette sous-famille comprend les tribus suivantes, :
- Acantholipini Fibiger & Lafontaine, 2005
- Amphigoniini Guenée, 1852
- Anydrophilini Wiltshire, 1976
- Arytrurini Fibiger & Lafontaine, 2005
- Audeini Wiltshire, 1990
- Catephiini Guenée, 1852
- Catocalini Boisduval, 1828
- Cocytiini Boisduval, 1874
- Ctenusini Berio, 1992
- Ercheiini Berio, 1992
- Erebini Leach, 1815
- Euclidiini Guenée, 1852
- Focillini Guenée, 1852
- Hulodini Guenée, 1852
- Hypogrammini Guenée, 1852
- Hypopyrini Guenée, 1852
- Melipotini Grote, 1895
- Ommatophorini Guenée, 1852
- Omopterini Boisduval, 1833
- Ophiusini Guenée, 1837
- Pandesmini Wiltshire, 1990
- Pericymini Wiltshire, 1976
- Poaphilini Guenée, 1852
- Scodionygini  Wiltshire, 1976
- Sypnini Holloway, 2005
- Tachosini Berio, 1992
- Thermesiini Guenée, 1852
- Yriasiini Guenée, 1852

## Quelques genres
- Alophosoma Turner, 1929
- Catocala Schrank, 1802
- Crypsotidia Rothschild, 1901
- Dysgonia Hübner, 1823
- Euclidia Ochsenheimer, 1816
- Grammodes Guenée, 1852
- Mocis Hübner, 1823
- Spirama Guenée, 1852
- Thysania Dalman, 1824